# Парламентские выборы в Тонге (2017)
Парламентские выборы в Тонге прошли 16 ноября 2017 года. На них избирались 17 из 26 депутатов Законодательного собрания. 
Король Тонги Тупоу VI распустил Законодательное собрание 25 августа 2017 года по предложению спикера парламента Сиале ʻАтаонго Туʻивакано, который заявил, что премьер-министр Акилиси Похива попытался взять полномочия, принадлежащие королю и Тайному совету в Кабинете министров.
Номинация кандидатов завершилась 27 сентября. Было зарегистрировано 86 кандидатов.

## Результаты
Демократическая партия получила 14 мест Законодательного собрания, достаточное количество, чтобы сформировать правительство без поддержки независимых депутатов и аристократов.